# Xã Benton, Quận Eaton, Michigan
Xã Benton (tiếng Anh: Benton Township) là một xã thuộc quận Eaton, tiểu bang Michigan, Hoa Kỳ. Năm 2010, dân số của xã này là 2.796 người.